# Distretto di Děčín

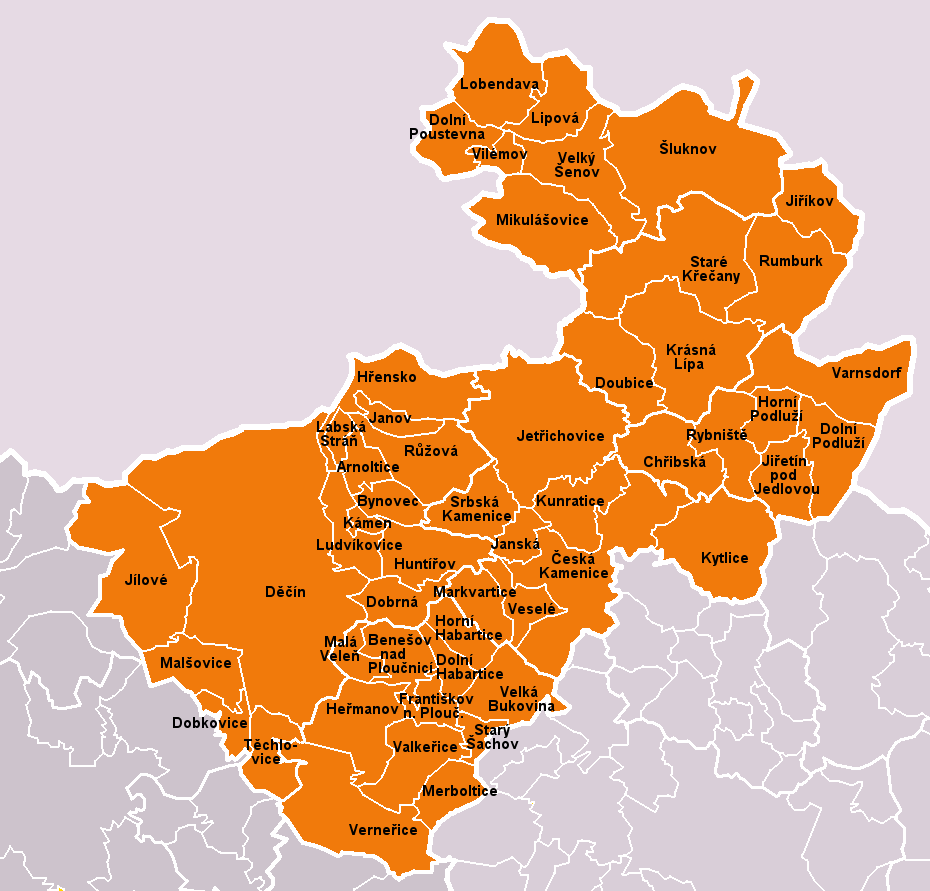
Comuni del distretto

Il distretto di Děčín (in ceco okres Děčín) è un distretto della Repubblica Ceca nella regione di Ústí nad Labem. Il capoluogo di distretto è la città di Děčín.

## Geografia antropica
Il distretto conta 52 comuni:

### Città
- Benešov nad Ploučnicí
- Chřibská
- Česká Kamenice
- Děčín
- Dolní Poustevna
- Jílové
- Jiříkov
- Krásná Lípa
- Mikulášovice
- Rumburk
- Šluknov
- Varnsdorf
- Velký Šenov
- Verneřice

### Comuni mercato
- Il distretto non comprende comuni con status di comune mercato.

### Comuni
- Arnoltice
- Bynovec
- Dobkovice
- Dobrná
- Dolní Habartice
- Dolní Podluží
- Doubice
- Františkov nad Ploučnicí
- Heřmanov
- Horní Habartice
- Horní Podluží
- Hřensko
- Huntířov
- Janov
- Janská
- Jetřichovice
- Jiřetín pod Jedlovou
- Kámen
- Kunratice
- Kytlice
- Labská Stráň
- Lipová
- Lobendava
- Ludvíkovice
- Malá Veleň
- Malšovice
- Markvartice
- Merboltice
- Růžová
- Rybniště
- Srbská Kamenice
- Staré Křečany
- Starý Šachov
- Těchlovice
- Valkeřice
- Velká Bukovina
- Veselé
- Vilémov